# Péter Loránd Jenő
Péter Loránd Jenő (Csíkpálfalva, 1919. július 2. – 1989 után) erdélyi magyar karnagy, zenetanár.

## Életútja
Marosvásárhelyen érettségizett (1939), Kolozsvárt a Zeneművészeti Főiskolán szerzett oklevelet (1953). Kolozsvár számos iskolájában, így a Brassai Sámuel Líceumban is tanított, a Továbbképző Intézet zenei lektora (1957-59). A Clujana, Carbochim, a Ruhagyár, Tehnofrig üzemi dalárdáinak, a KISZ-kórusnak, szakszervezeti énekkaroknak, a Tanügyi Szakszervezet műkedvelőinek vezénylésével jelentős szerepet játszott a város kóruskultúrájának kifejlesztésében. A helybeli Zenetanárok Körének vezetője, a főiskolai pedagógiai gyakorlatok irányítója. 1972-től tankönyv-referens.

## Munkái
- Énekgyűjtemény (Benkő Andrással és Szabó M. Klárával, 1959)
- Énekeskönyv (Guttman Mihállyal, több kiadásban, 1960-1971)